# Lijst van voetbalstadions in Suriname
Dit is een lijst van voetbalstadions in Suriname in volgorde van grootte.
| #  | Stadion                           | Capaciteit | Plaats         | District   | Team                                                                                              | Geopend |
| -- | --------------------------------- | ---------- | -------------- | ---------- | ------------------------------------------------------------------------------------------------- | ------- |
| 1  | André Kamperveenstadion           | 7.100      | Paramaribo     | Paramaribo | Surinaams voetbalelftal, Transvaal & SCV Bintang Lair                                             | 1953    |
| 2  | Dr. Ir. Franklin Essed Stadion    | 3.500      | Paramaribo     | Paramaribo | Cosmos, Leo Victor, Robinhood, Royal '95, SNL, Super Red Eagles, Walking Boyz Company & SV Sophia | 1958    |
| 3  | Clarence Seedorf Stadion          | 3.500      | Oost-Para      | Para       | Suriprofs & The Brothers                                                                          | 2001    |
| 4  | Asraf Peerkhan Stadion            | 3.400      | Nieuw-Nickerie | Nickerie   | Prakash, PSV, Santos & Zeedijk                                                                    |         |
| 5  | Mgr. Aloysius Zichem Sportcentrum | 3.100      | Paramaribo     | Paramaribo | PVV & SV Botopasi                                                                                 | 1961    |
| 6  | Ronnie Brunswijkstadion           | 3.000      | Moengo         | Marowijne  | Inter Moengotapoe & Real Moengotapoe                                                              | 2002    |
| 7  | George W. Streepy Stadion         | 3.000      | Paramaribo     | Paramaribo | Jongerencompetitie SVB                                                                            | 1966    |
| 8  | Eddy Blackman Stadion             | 2.000      | Livorno        | Paramaribo | Jai Hanuman, Kamal Dewaker & Takdier Boys                                                         |         |
| 9  | Moengo Stadion                    | 2.000      | Moengo         | Marowijne  | Notch                                                                                             |         |
| 10 | Nacionello Stadion                | 1.500      | Houttuin       | Wanica     | Nacional Deva Boys                                                                                |         |
| 11 | Voorwaartsveld                    | 1.500      | Paramaribo     | Paramaribo | Voorwaarts                                                                                        |         |
| 12 | SSB Stadion                       | 1.500      | Groningen      | Saramacca  | SV Groningen                                                                                      |         |
| 13 | Bigi Wey Sportcentrum             | 1.300      | Brownsweg      | Brokopondo | SV Tahitie                                                                                        |         |
| 14 | George Deulstadion                | 1.000      | Cottica        | Sipaliwini | Wanhatti, Young Rhythm & SV Sunny Point                                                           |         |
| 15 | Letitia Vriesde Sportcomplex      | 1.000      | Totness        | Coronie    | Coronie Boys & FC West United                                                                     |         |
| 16 | Meerzorg Stadion                  | 1.000      | Meerzorg       | Commewijne | Excelsior & Nishan 42                                                                             |         |
| 17 | J. Eliazer Stadion                | 1.000      | Groningen      | Saramacca  | Boskamp & Real Saramacca                                                                          | 1949    |
| 18 | Emiel Briel Stadion (LSB Stadion) | 1.000      | Lelydorp       | Wanica     | Jong Rambaan, Junior FC, Flamingo FC & Sea Boys                                                   |         |
| 19 | Albina Stadion                    | 1.000      | Albina         | Marowijne  | Papatam                                                                                           | 1994    |